# Apleona
Die Apleona Group GmbH ist ein deutscher Dienstleister der Immobilienbranche mit Sitz in Neu-Isenburg. Apleona zählt zu den führenden Unternehmen im Bereich Facilitymanagement in Europa und ist Marktführer in Deutschland. Der Unternehmensname ist eine Wortschöpfung aus dem Wortbestandteil pleon für ‚mehr, reichhaltig, über‘ (von griechisch pleo) und den umrahmenden Buchstaben A.

## Geschichte
Das Unternehmen Apleona gründet auf der Holzmann FM-Sparte und dem im Jahr 2004 von der Jenoptik geschaffenen Bereich Gebäudetechnik der beiden Firmen Meissner + Wurst aus Stuttgart und Zander aus Nürnberg, die unter dem Namen M+W Zander Gebäudetechnik GmbH im Rahmen eines Management-Buy-outs aus dem Unternehmensverbund herausgelöst und in 2005 vom Schweizer Finanzinvestor Springwater Capital übernommen wurden. Im Jahr 2008 wurde der Bereich Facility Management mit der schon zum Bilfinger-Konzern gehörigen HSG (Holzmann Service Gesellschaft) als Dienstleistungssparte des zwischenzeitlich insolventen Frankfurter Baukonzerns Philipp Holzmann fusioniert. Im Zuge der Holzmann-Krise war die HSG von dem Mannheimer Industriedienstleister Bilfinger in dessen Segment Building and Facility eingegliedert worden. Als Bilfinger später unter der Führung des ehem. Ministerpräsidenten von Hessen, Roland Koch, selbst in eine Krise geriet, verkaufte die Bilfinger SE mit Wirkung vom 1. September 2016 ihr Immobiliengeschäft zum Preis von 1,23 Milliarden Euro an den schwedischen Finanzinvestor EQT und Apleona (gegründet mit Gesellschaftsvertrag vom 16. Februar 2016) nahm die operative Tätigkeit auf.
Im Oktober 2016 gab Jochen Keysberg auf der Immobilienfachmesse Expo Real in München den Namen Apleona bekannt. Keysberg war, bevor er Vorstandsvorsitzender der Apleona Group wurde, im Vorstand von Bilfinger für die Immobilienaktivitäten zuständig und wechselte im Rahmen des Verkaufs zu der Neugründung.
Im Dezember 2020 wurde das Unternehmen vom französischen Private-Equity-Unternehmen PAI Partners übernommen.
Anfang März 2023 gaben Apleona und das Berliner Unternehmen Gegenbauer ihre Fusion bekannt. Demnach beteiligen sich die Gesellschafter des Unternehmens Gegenbauer mit 20 % an Apleona. Gleichzeitig verschwand der Name „Gegenbauer“ vom Markt.
Im Februar 2025 kaufte Bain Capital, einer der weltweit führenden privaten Investmentgesellschaften Apleona.

## Geschäftsfelder und Unternehmensaufbau
Apleona ist in vier Geschäftsfeldern tätig: Facility Management, Real Estate Advisory (Immobilienberatung), Innenausbau und Gebäudetechnik. Kunden sind große Industrieunternehmen, Banken und Versicherungen sowie Fondsgesellschaften und die öffentliche Hand. Im Geschäftsjahr 2017 wurden weltweit fast 21.000 Mitarbeiter an rund 210 Standorten in knapp über 30 Ländern beschäftigt und ein Umsatz von 2 Milliarden Euro erlöst.
Die Geschäftsfelder waren im Juli 2017:
Facility ManagementFacilitymanagement ist das Kerngeschäft von Apleona. Über 17.000 Mitarbeiter werden im Bereich der Apleona HSG Facility Management beschäftigt.
Real Estate AdvisoryImmobilienberatung und Management-Dienstleistungen werden durch Apleona GVA in Europa, GVA in Großbritannien und GVA Worldwide im Rest der Welt angeboten. Weltweit werden rund 2800 Mitarbeiter an 43 Standorten beschäftigt und 61 Milliarden Euro verwaltet (Assets under Management). Damit wird Apleona GVA zu den führenden Immobiliendienstleistern in Europa gezählt.
InnenausbauApleona zählt sich zu den führenden Full-Service-Ausbauunternehmen und Baudienstleistern in Deutschland. Operative Einheit des Geschäftsfelds Innenausbau ist die Apleona R&M Ausbau GmbH mit Hauptsitz in München sowie 15 weiteren Standorten in Deutschland und Luxemburg. Es werden rund 200 Mitarbeiter beschäftigt.
GebäudetechnikDie Apleona Wolfferts Gebäudetechnik mit Sitz in Köln berät mit 605 Mitarbeitern Kunden bei der Planung und Ausführung von Gebäudetechnik.
Die Gruppe hat neben dem Heimatstandort Deutschland Standorte in: Ägypten, Bulgarien, China, Dänemark, Frankreich, Großbritannien, Irland, Italien, Kanada, Kasachstan, Kroatien, Luxemburg, Niederlande, Österreich, Polen, Portugal, Rumänien, Russland, Schweiz, Slowakei, Spanien, Tschechien, Türkei, Ukraine, Ungarn und den Vereinigten Arabischen Emiraten.
Apleona ist ein Portfoliounternehmen der französischen Private-Equity-Gesellschaft PAI Partners.

## Marktstellung
Die Lünendonk-Liste 2025: Führende Facility-Service-Unternehmen in Deutschland führte das Unternehmen als Marktführer im Bereich Facilitymanagement in Deutschland auf Rang 1 zum zweiten Jahr in Folge.

## Geschäftsführung
Geschäftsführer sind Jochen Keysberg (Vorsitzender der Geschäftsführung), Georg J. Fronja, Michael Engel, Pascal Engel, Christian Kloevekorn und Gert W. Riegel. Zum Vorstand gehören neben den Geschäftsführern vier weitere Mitglieder.

## Kritik
Im April 2024 geriet das Unternehmen in den Fokus der Medien. Das RTL Television Team um Günter Wallraff schleuste Journalisten in das Unternehmen ein.
In der Folge wurden massive Missstände der Qualitätsstandards rund um Kliniken aufgedeckt. Das Unternehmen dementierte die Vorwürfe und zweifelte die Methoden von Team Wallraff – Reporter undercover an.